# Renault Type ET
Der Renault Type ET war ein frühes Personenkraftwagenmodell von Renault. Er wurde auch 40 CV genannt.

## Beschreibung
Die nationale Zulassungsbehörde erteilte am 27. Februar 1914 seine Zulassung. Vorgänger war der Renault Type DQ. 1917 endete die Produktion ohne Nachfolger.
Ein wassergekühlter Vierzylindermotor mit 130 mm Bohrung und 160 mm Hub leistete aus 8495 cm³ Hubraum 40 PS. Die Motorleistung wurde über eine Kardanwelle an die Hinterachse geleitet. Die Höchstgeschwindigkeit war je nach Übersetzung mit 67 km/h bis 96 km/h angegeben.
Bei einem Radstand von 374,3 cm und einer Spurweite von 145 cm war das Fahrzeug 503,5 cm lang und 176 cm breit. Der Wendekreis war mit 14 bis 15 Metern angegeben. Das Fahrgestell wog 1350 kg. Zur Wahl standen Torpedo, Limousine und Landaulet.